# Underconstruction 1: Silence
Underconstruction 1, pubblicato nel 2003, è un ep del dj italiano Gigi D'Agostino.
L'ep è uscito sia in formato CD sia in vinile ed è una raccolta di 11 brani. Underconstruction 1 è stato il primo ep pubblicato dopo un lungo silenzio dell'artista e contiene il successo Silence, proposto in due versioni.

## Tracce
1. Silence (Vision 2) (Gigi D'Agostino)
2. Complex (Gigi D'Agostino)
3. Sonata (Gigi D'Agostino)
4. Apache (Gigi D'Agostino)
5. Ripassa (Gigi D'Agostino)
6. Pop Corn (Gigi D'Agostino)
7. Percorrendo (Gigi D'Agostino)
8. Silence (Vision 3) (Gigi D'Agostino)
9. Taurus (Vision 2) (Gigi D'Agostino)
10. Hymn (Vision 2) (Gigi D'Agostino)
11. Son (Gigi D'Agostino)